# Барабинский сельсовет (Курганская область)
Бара́бинский сельсове́т — упразднённые административно-территориальная единица и муниципальное образование со статусом сельского поселения в составе Кетовского района Курганской области России.
Административный центр — село Бараба.
15 марта 2022 года сельсовет был упразднён в связи с преобразованием муниципального района в муниципальный округ.

## История
Образован в 1919 году в Утятской волости Курганского уезда.
Постановлениями ВЦИК от 3 и 12 ноября 1923 года в составе Курганского округа Уральской области РСФСР образован Утятский район, территория которого 10 июня 1931 года передана в состав Курганского района.
15 февраля 1944 года Барабинский сельсовет вошёл в состав образованного Кетовского района.
Решением Курганского облисполкома № 710 от 15 июля 1953 года д. Каргаполовка перечислена из Лесниковского сельсовета в Барабинский сельсовет.
Указом Президиума Верховного Совета РСФСР от 14 июня 1954 года в Барабинский сельсовет объединён с упразднённым Темляковским сельсоветом.
4 ноября 1959 года Кетовский район упразднён, территория вошла в состав Курганского района.
1 февраля 1963 года образован Курганский сельский район, который 3 марта 1964 переименован в Кетовский сельский район, а 12 января 1965 года преобразован в Кетовский район.
Решением Курганского облисполкома № 378 от 27 сентября 1965 года д. Камарская и с. Бараба объединены.
Решением Курганского облисполкома № 822 от 22 декабря 1977 года д. Предеина исключена как сселившаяся.
Решением Курганского облисполкома № 466 от 7 июля 1981 года д. Каргаполовка исключена как сселившаяся.
Темляковский сельсовет вновь образован 23 августа 1996 года.
В соответствии с Законом Курганской области от 6 июля 2004 года № 419 сельсовет наделён статусом сельского поселения.
Законом Курганской области от 25 октября 2017 года N 87, в состав Барабинского сельсовета были включены оба населённых пункта упразднённого Темляковского сельсовета (село Темляково и деревня Новая Затобольная).

## Население
| 1989 | 2002  | 2010  | 2012  | 2013  | 2014 | 2015  |
| ---- | ----- | ----- | ----- | ----- | ---- | ----- |
| 1373 | ↘981  | ↘939  | ↗962  | ↗999  | ↘991 | ↗1008 |
| 2016 | 2017  | 2018  | 2019  | 2020  |      |       |
| ↘997 | ↗1007 | ↗1027 | ↗1467 | ↗1476 |      |       |

## Состав сельского поселения
| № | Населённый пункт  | Тип населённого пункта       | Население |
| - | ----------------- | ---------------------------- | --------- |
| 1 | Бараба            | село, административный центр | ↘696      |
| 2 | Лаптева           | деревня                      | ↘243      |
| 3 | Новая Затобольная | деревня                      | ↗149      |
| 4 | Темляково         | село                         | ↘373      |

- По данным переписи 1926 года в Барабинском сельсовете проживало 1397 чел., в т.ч. 
  - в с. Бараба(-инское) 725 чел., в т.ч. русских 716 чел., цыган 9 чел.
  - в д. Лаптева (Коргат) 428 чел., в т.ч. русских 426 чел., эстонцев 2 чел.
  - в д. Мухина 244 чел., в т.ч. русских 244 чел.

## Глава
С сентября 2014 года — Погосян Арутюн Рафикович